# Rhamnus caroliniana
Rhamnus caroliniana es una especie de  arbusto de la familia Rhamnaceae. Algunos taxónomos prefieren el sinónimo Frangula caroliniana. 

## Descripción
Rhamnus caroliniana alcanza un tamaño de 3-5 m de altura y tiene hojas caducas, ovales con los bordes dentados y flores con cinco pétalos. En español, también se le conoce como Espino cerval de Carolina.

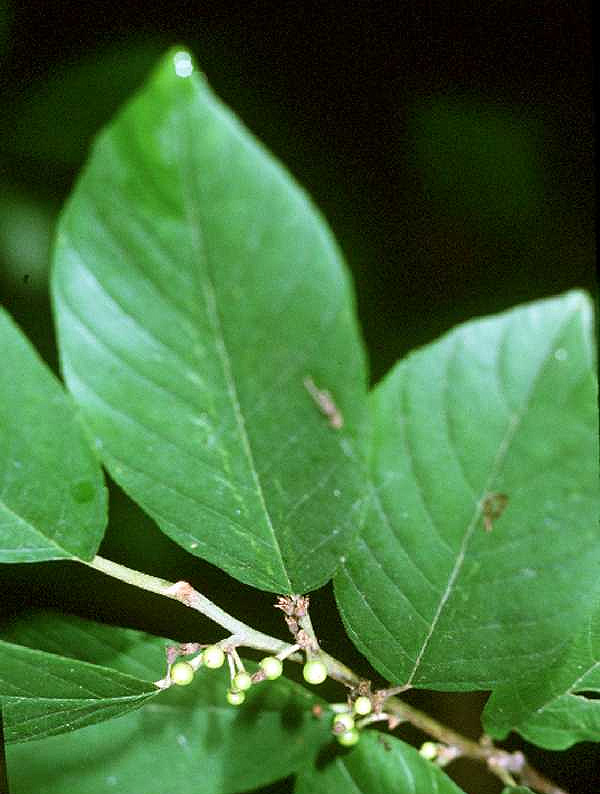
Frangula caroliniana.

## Taxonomía
Rhamnus caroliniana fue descrita por Thomas Walter y publicado en Flora Caroliniana, secundum . . . 101, en el año 1788.
Etimología
Rhamnus: nombre genérico que deriva de un antiguo nombre griego para el espino cerval.
caroliniana: epíteto geográfico que alude a su localización en Carolina.
Sinonimia
- Frangula caroliniana (Walter) A.Gray
- Rhamnus caroliniana var. mollis'Fern.'[4][5]